# Bavuudorjiin Baasankhüü
Bavuudorjiin Baasankhüü (in mongolo Бавуудоржийн Баасанхүү; Môrôn, 26 novembre 1999) è una judoka mongola.
Vincitrice della medaglia d'argento olimpica nei 48 kg a Parigi 2024, dove è stata sconfitta in finale per ippon da Natsumi Tsunoda.

## Palmarès
- Giochi olimpici

Parigi 2024: argento nei 48 kg.
- Campionati mondiali di judo

Abu Dhabi 2024: oro nei 48kg.
- Campionati asiatici di judo

Hong Kong 2024: oro nei 48kg.